# Camponotus jtl-038
Camponotus jtl-038 é uma espécie de inseto do gênero Camponotus, pertencente à família Formicidae.